# 五列木科
五列木科包含了14個属，分布于东南亚，中国有一种—五列木（P. euryoides Gardn. et Champ.），分布在南部及西南部。也有的分类学家认为，实际只有一个单一种。；
本科植物为常绿乔木；叶互生，革质，无托叶；花小，两性，具短柄，花萼和花瓣均5枚；雄蕊5；果实为蒴果，种子顶端有翅。五列木的木材坚硬，可作各种用材。
1981年的克朗奎斯特分类法将其放在山茶目中，1998年根据基因亲缘关系分类的APG 分类法认为本科无法放入任何一目，2003年经过修订的APG II 分类法最终将其放入杜鹃花目，并认为可以选择性地和厚皮香科及肋果茶科合并。
台灣有五屬，包含楊桐屬Adinandra、茶梨屬Anneslea、紅淡比屬Cleyera、柃木屬Eurya、厚皮香屬Ternstroemia。

## 属
- 杨桐属 Adinandra
- 茶梨属 Anneslea
- 丽绢桐属 Archboldiodendron
- 管花杨桐属 Balthasaria
- 红淡比属 Cleyera
- 柃属 Eurya
- 猪血木属 Euryodendron
- 美杨桐属 Freziera
- 五列木属 Pentaphylax
- 矾桐属 Symplococarpon
- 厚皮香属 Ternstroemia
- 白珠桐属 Visnea